# Friedrich Haußmann

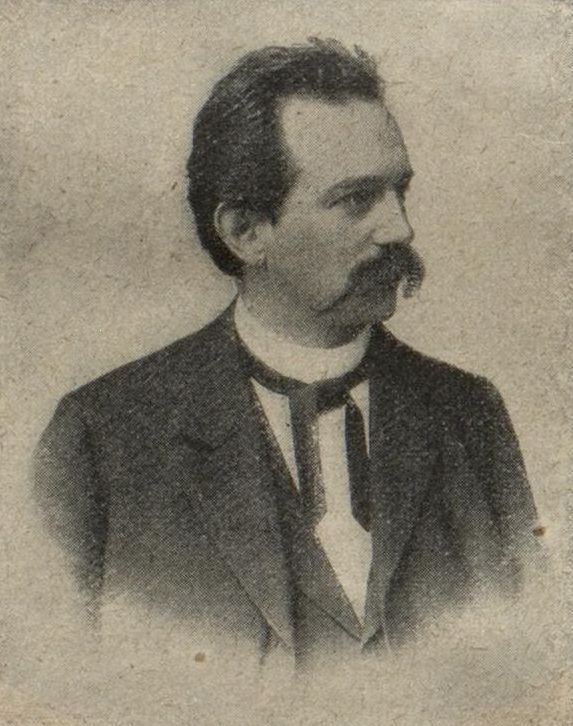
Friedrich Haußmann (Porträt von Hermann Brandseph)

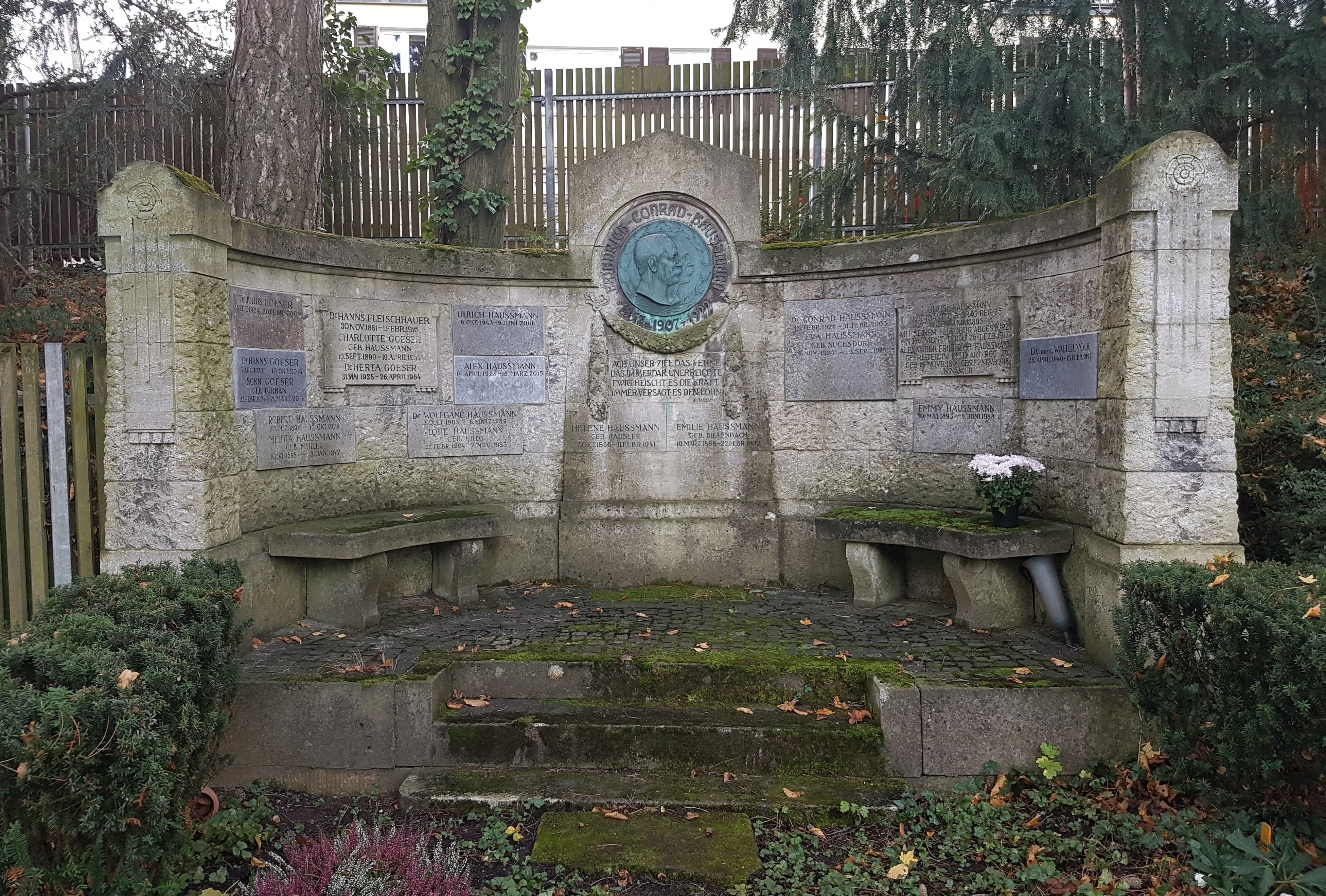
Familiengrabstätte Haußmann auf dem Heslacher Friedhof

Friedrich Haußmann (* 8. Februar 1857 in Stuttgart; † 22. November 1907 ebenda) war ein deutscher Jurist und Mitglied des Deutschen Reichstags. 

## Leben
Haußmann war der Sohn von Julius Haußmann und der Zwillingsbruder von Conrad Haußmann. Seine Familie ist ein Zweig der Haußmann von Reudern. Gemeinsam mit seinem Bruder besuchte er das Eberhard-Ludwigs-Gymnasium in Stuttgart und die Universitäten Zürich, München, Berlin und Tübingen. 1883 ließ er sich als Rechtsanwalt in Stuttgart nieder. Ab 1885 bildete er zusammen mit seinem Bruder und Friedrich Payer die Führungsspitze der Volkspartei in Württemberg. Von 1891 bis 1906 war er Mitglied in der Zweiten Kammer des Württembergischen Landtags und von 1898 bis 1903 Mitglied des Deutschen Reichstags für den Wahlkreis Württemberg 4 (Böblingen, Vaihingen, Leonberg, Maulbronn) und die Deutsche Volkspartei.
Obwohl Haußmanns Gesundheit schon durch eine Diabetes-Erkrankung beeinträchtigt war, engagierte er sich leidenschaftlich für die württembergische Verfassungsreform, welche 1906 durchgeführt wurde. 1907 wurde er an der Universität Tübingen zum Dr. jur. promoviert, verstarb dann aber im November desselben Jahres an einer Lungenentzündung. Seine letzte Ruhestätte fand er im Familiengrab auf dem Heslacher Friedhof in Stuttgart.
Die Haussmannstraße in Stuttgart ist nach den Brüdern Haußmann benannt.